# Object Query Language
Object Query Language est une extension du langage SQL pour base de données orientée objet, langage de requête utilisé pour interroger des SGBDO, normalisé par l'ODMG.
Ce langage est typé (les requêtes retournent des objets), et utilise les règles du polymorphisme.

## Exemple
Moyenne de la capacité de la RAM des PC de la base, par constructeur :
```
SELECT
 
manufacturer
,
 
AVG
(
SELECT
 
part
.
pc
.
ram
 
FROM
 
partition
 
part
)

FROM
 
PCs
 
pc

GROUP
 
BY
 
manufacturer
:
 
pc
.
manufacturer
;

```